# Wadim Wladimirowitsch Schischkin
Wadim Wladimirowitsch Schischkin (russisch Вадим Владимирович Шишкин; * 2. November 1995 in Nischni Tagil) ist ein russischer Skispringer.

## Werdegang
Wadim Schischkin startet für den Verein seiner Heimatstadt Nischni Tagil. Er debütierte am 13. und 14. Juli 2013 in Villach im FIS-Cup, wo er die Plätze 71 und 56 belegte. Im Laufe der Saison startete er bei weiteren FIS-Cup-Wettbewerben. Am 15. März 2014 debütierte Schischkin im Rahmen eines Wettbewerbs in Nischni Tagil im Continental Cup und belegte hierbei den 33. Platz. Im September 2014 holte er mit einem 30. Platz in Trondheim seinen ersten Continental-Cup-Punkt.
Am 13. und 14. Dezember 2014 debütierte Schischkin ebenfalls in Nischni Tagil schließlich im Weltcup, belegte hierbei allerdings nur den 50. und den 48. Platz.
Am 31. Juli 2015 startete Schischkin im Rahmen eines Teamwettbewerbs in Wisła zum ersten Mal im Sommer-Grand-Prix; die polnische Mannschaft belegte allerdings nur den zehnten Platz. Sein Debüt in einem Einzelwettbewerb erfolgte am 8. August 2015 in Hinterzarten, wo er 48. wurde. Seine ersten Punkte im Grand Prix holte er als 21. im September 2016 in Tschaikowski.
Bei der Winter-Universiade 2017 im kasachischen Almaty belegte Schischkin im Einzelwettbewerb den 19. Platz.

## Statistik

### Grand-Prix-Platzierungen
| Saison | Platz | Punkte |
| ------ | ----- | ------ |
| 2016   | 68.   | 010    |

### Continental-Cup-Platzierungen
| Saison  | Platz | Punkte |
| ------- | ----- | ------ |
| 2014/15 | 146.  | 013    |
| 2015/16 | 143.  | 009    |
| 2016/17 | 173.  | 001    |